# The Joy of Sex
The Joy of Sex (Die Freuden des Sex) ist ein Sachbuch des britischen Autors Alex Comfort. Es beschreibt verschiedene Sexualpraktiken, welche zum Teil auch durch Illustrationen gezeigt werden (Fotos, Federzeichnungen). Die Erstausgabe erschien 1972.

## Überblick
Das Buch The Joy of Sex stand 11 Wochen auf Platz 1 der New York Times Bestsellerliste und war länger als 70 Wochen in deren Top 5 (1972–1974) vertreten.
Der Titel ist an das Buch The Joy of Cooking, ein Kochbuch, angelehnt und sollte auch die gleichen Titel für Kapitel erhalten, wie zum Beispiel Vorspeise, Hauptspeise oder Zutaten. Es werden unter anderem verschiedene Sexstellungen behandelt. Des Weiteren werden zusätzlich Praktiken wie Bondage oder andere Fetische erklärt, welche gesellschaftlich als noch relativ unbekannt galten.
Die Originalversion wurde mit einer Kombination aus klassisch indischer und japanischer Erotika und eigens dafür angefertigten Illustrationen bebildert. Beauftragt damit wurden Chris Foss (Schwarz-Weiß-Zeichnungen) und Charles Raymond (farbige Bilder). Die Werke der beiden Künstler basieren auf Fotografien von Charles Raymond und seiner Frau. Die Illustrationen sind mittlerweile etwas veraltet, vor allem wegen der veränderten Haarmode. Neuere Ausgaben bieten neben neue Illustrationen auch Informationen zu Verhaltensweisen und Vorsichtsmaßnahmen hinsichtlich der Safer Sex.
Die deutsche Erstausgabe erschien 1981 als Taschenbuch im Ullstein Verlag. In Gegensatz zu der englischen Originalausgabe enthielt diese keine Photographien, sondern nur Schwarz-weiße Federzeichnungen.
Neuere Auflagen weisen erhebliche Änderungen besonders kontroverser Positionen wie beispielsweise dem Swingen auf, die wohl im Zuge der AIDS-Diskussion der 1980er Jahre entstanden.
Homosexuelle Sexpraktiken werden zwar definiert, aber es wird nicht weiter darauf eingegangen. Bondage sowie BDSM-Praktiken finden ebenfalls Erwähnung. Das Buch war für die sogenannten Sexuelle Revolution von Bedeutung, vor allem im Rahmen der Studentenbewegung 1968.
Im Jahr 1984 erschien mit National Lampoon's Joy of Sex ein Film, welcher lose auf dem Buch Comforts basiert. Das Buch wurde ebenfalls als Taschenbuch mit dem Titel The Joy of Sex, the Pocket Edition veröffentlicht.

### Zitate aus „The Joy of Sex“ (1972)
- „Wenn man im Ausland reist, sind katholische Länder konventionell strenger als protestantische, und stalinistische strenger als andere marxistische Länder wie Jugoslawien ... In orientalischen Ländern ist ein Flachdach zur Nachtzeit ein beliebter Ort, man kann lieben und dabei die ganze Stadt sehen. Letzten Endes wird es bestimmte Orte dafür (Freiluft-Sex, d. Red.) geben - unserer Ansicht nach in fünf oder sechs Jahren.“
- „Orgien haben die Tendenz, durch vorurteilslose Intellektuelle verpfuscht zu werden.“
- „Starkes Zigarettenrauchen setzt die Lebenserwartung wesentlich herab. Es kann auch die Potenz stark beeinträchtigen und Küsse auf den Mund .... unergiebig machen.“

## Kontroversen
Das Buch wurde in den Vereinigten Staaten kontrovers diskutiert. Vor allem religiöse Vereinigungen kämpften dagegen an, die öffentlichen Bibliotheken mit dem Buch zu bestücken. So wurde es beispielsweise noch im Jahr 2008 aus der öffentlichen Bibliothek von Nampa entfernt, aber im Laufe des Jahres unter dem Druck der American Civil Liberties Union wieder aufgenommen.

## Aktualisierte Version
Der Verleger Mitchell Beazley veröffentlichte im September des Jahres 2008 eine aktualisierte Version des Buches, welche in Zusammenarbeit mit der britischen Psychologin Susan Quilliam entstand.
Neben der Erweiterung der behandelten Themen finden auch neue soziale Veränderungen und deren Einfluss auf das Sexualverhalten Erwähnung in der aktualisierten Version. In der neuen Edition findet sich unter anderem ein ausgewogeneres Verhältnis zwischen männlichen und weiblichen Perspektiven.

## Veröffentlichungen
- The Joy of Sex: A Gourmet Guide to Lovemaking, 1972.
- Joy of Sex: Freude am Sex, deutsche Ausgabe, Ullstein Verlag, 1981, ISBN 3548 201482.
- The Joy of Sex: A Gourmet Guide to Lovemaking, revised and updated edition, 1986 (überarbeitet, hinsichtlich der Thematik AIDS).
- The New Joy of Sex: A Gourmet Guide to Lovemaking for the Nineties, 1992 (überarbeitet).
- The New Joy of Sex, von Alex Comfort and Susan Quilliam, 2008.